# سنت ورین (نیومکزیکو)
سنت ورین (به انگلیسی: St. Vrain) یک منطقهٔ مسکونی در ایالات متحده آمریکا است که در نیومکزیکو واقع شده‌است. سنت ورین ۱٬۳۴۱٫۱۴ متر بالاتر از سطح دریا واقع شده‌است.